# Hanníbal (fill de Bomílcar)
Hanníbal (en púnic: 𐤇𐤍𐤁𐤏𐤋, ḥnbʿl; grec antic: Ἀννίβας, Annibas, llatí: Hannibal), fill de Bomílcar, va ser un general cartaginès que fou actiu a Hispània durant la Segona Guerra Púnica. Pertanyia a la família dels bàrcides, en tant que sa mare era la filla gran d'Hamílcar Barca.
L'any 215 aC, era el tercer general cartaginès que es trobava a Hispània, juntament amb Hasdrúbal i Magó, els dos fills d'Hamílcar. Aquell mateix any, posaren setge tots plegats a la ciutat d'Iliturgis. Llavors, arribaren els germans Publi i Gneu Corneli Escipió a socórrer els assetjats, i, tot i que el seu exèrcit era inferior, van derrotar totalment els cartaginesos i els van obligar a aixecar el setge. Segons les fonts (Livi XXIII 49), s'enfrontaven 60.000 cartaginesos contra solament 16.000 romans, i el balanç fou d'uns 13.000 cartaginesos caiguts i uns 2.000 de capturats, a més de nou elefants.